# William F. Hunter
William Forrest Hunter (* 10. Dezember 1808 in Alexandria, Virginia; † 30. März 1874 in Woodsfield, Ohio) war ein US-amerikanischer Politiker. Zwischen 1849 und 1853 vertrat er den Bundesstaat Ohio im US-Repräsentantenhaus.

## Werdegang
William Hunter erhielt eine allgemeine Schulausbildung. Nach einem anschließenden Jurastudium und seiner Zulassung als Rechtsanwalt begann er in Woodsfield in diesem Beruf zu arbeiten. Später wurde er Mitglied der in den 1830er Jahren gegründeten Whig Party. Bei den Kongresswahlen des Jahres 1848 wurde er im 15. Wahlbezirk von Ohio in das US-Repräsentantenhaus in Washington, D.C. gewählt, wo er am 4. März 1849 die Nachfolge des Demokraten William Kennon antrat. Nach einer Wiederwahl konnte er bis zum 3. März 1853 zwei Legislaturperioden im Kongress absolvieren. Diese Zeit war von den Diskussionen um die Frage der Sklaverei bestimmt. Unter anderem wurde der von US-Senator Henry Clay eingebrachte Kompromiss von 1850 verabschiedet.
Im Jahr 1852 verzichtete William Hunter auf eine weitere Kandidatur. Nach dem Ende seiner Zeit im US-Repräsentantenhaus ist er politisch nicht mehr in Erscheinung getreten. Er starb am 30. März 1874 in Woodsfield, wo er auch beigesetzt wurde.